# The Fall (album)
The Fall – album studyjny wirtualnego zespołu Gorillaz. Udostępniony bezpłatnie 25 grudnia 2010 do odsłuchania na stronie internetowej zespołu. Członkowie fanklubu Sub-Division mogą pobrać album za darmo. Wszystkie utwory zostały stworzone w miesiąc przy pomocy tabletu iPad Damona Albarna w czasie trwania amerykańskiej trasy koncertowej Gorillaz Escape to Plastic Beach World Tour. Wersja "fizyczna" albumu została wydana 18 kwietnia 2011 roku (19 kwietnia w USA).

## Lista utworów
Źródło:
1. "Phoner to Arizona" (nagrany w Montrealu 3 października 2010) – 4:14
2. "Revolving Doors" (nagrany w Bostonie 5 października 2010) – 3:26
3. "HillBilly Man" (nagrany w New Jersey i Wirginii 10 i 11 października 2010) – 3:50
4. "Detroit" (nagrany w Detroit 13 października 2010) – 2:03
5. "Shy-town" (nagrany w Chicago 15 października 2010) – 2:54
6. "Little Pink Plastic Bag" (nagrany w Chicago 16 października 2010) – 3:09
7. "The Joplin Spider" (nagrany w Joplin 18 października 2010) – 3:22
8. "The Parish of Space Dust" ( w Houston 19 października 2010) – 2:25
9. "The Snake in Dallas" (nagrany w Dallas 20 października 2010) – 2:11
10. "Amarillo" (nagrany w Amarillo 23 października 2010) – 3:24
11. "The Speak It Mountains" (nagrany w Denver 24 października 2010) – 2:14
12. "Aspen Forest" (nagrywany w Santa Fe 25 października 2010 oraz Vancouver 3 listopada 2010) – 2:50
13. "Bobby in Phoenix" (gościnnie Bobby Womack) (nagrany w Phoenix 26 października 2010) – 3:16
14. "California & the Slipping of the Sun" (nagrany w Oakland 30 października 2010, głos komunikatu nagrano na stacji kolejowej w Los Angeles) – 3:24
15. "Seattle Yodel"  (nagrany w Seattle 2 listopada 2010) – 0:38